# Quadruple-double

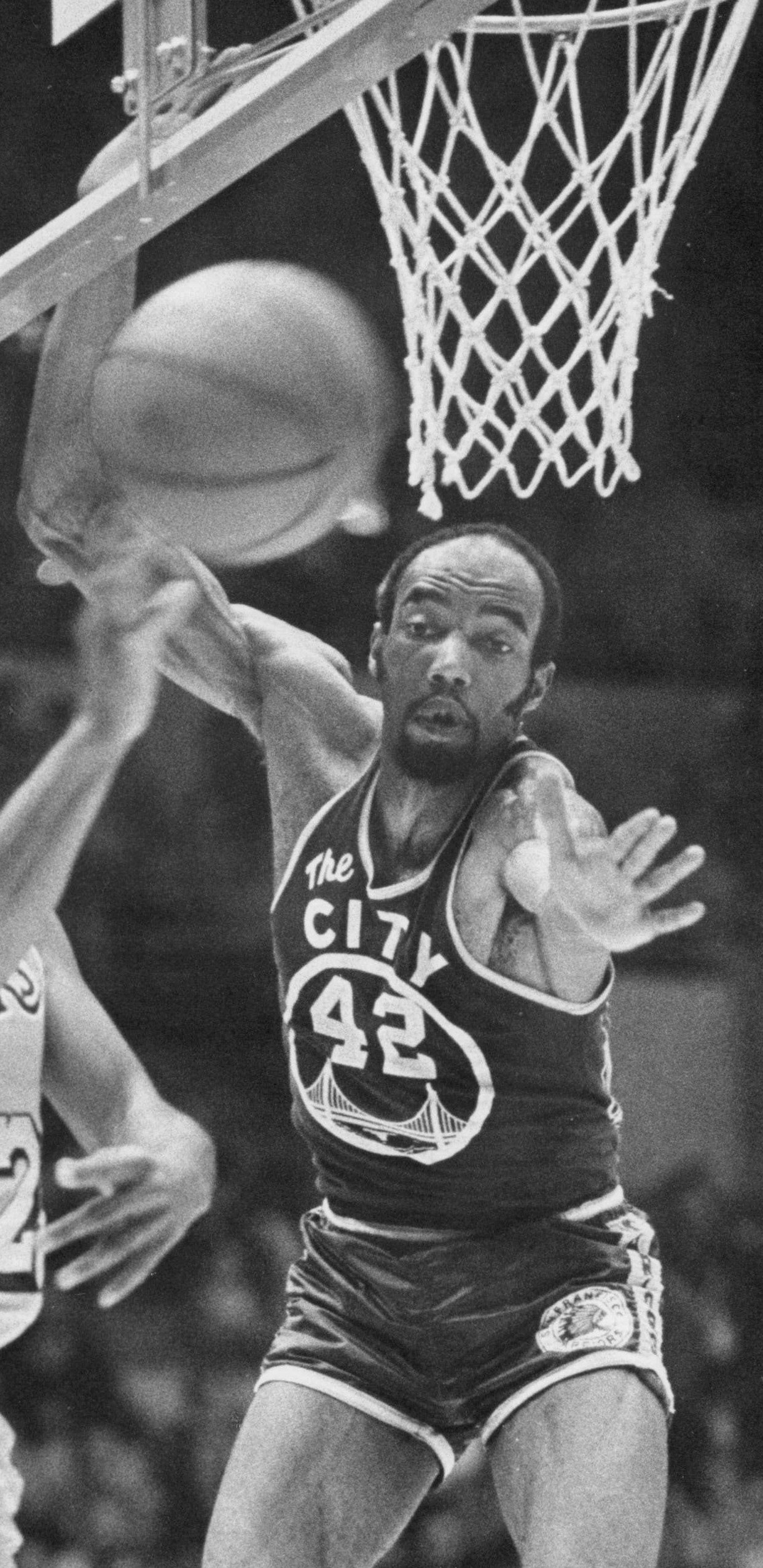
Nate Thurmond, le premier joueur à avoir réalisé un quadruple-double homologué par la NBA.

Un quadruple-double est un terme utilisé en basket-ball.
L'origine étymologique vient de l'anglais américain. En effet double dans l'expression est l'abréviation de double digit en anglais (« deux chiffres »). Un joueur réalise un quadruple-double quand il obtient un score égal ou supérieur à 10 dans quatre catégories statistiques parmi les suivantes : points, rebonds, passes décisives, contres ou interceptions (les autres catégories, comme les pertes de balle, ne sont pas comptabilisées). Exemple : 20 points, 12 rebonds, 12 passes, 10 interceptions.
Il est très difficile de réaliser un quadruple-double car il faut avoir un jeu très complet. Nate Thurmond, pivot des Warriors de San Francisco, déclara ainsi : « La raison pour laquelle il est si difficile de réaliser un quadruple-double réside dans le fait qu’il faille qu’un joueur domine le jeu des deux côtés du terrain, sans être trop égoïste pour atteindre le quota de passes décisives, sans commettre de fautes ou sans avoir un écart trop important pour rester sur le terrain, tout en prenant suffisamment de risques pour contrer et voler assez de ballons ».

## NBA

### Officiellement reconnus
À ce jour, la NBA reconnaît officiellement 4 quadruple-doubles :
| N° | Nom             | Équipe               | Date            | Score        | Adversaire         | Statistiques | Statistiques | Statistiques | Statistiques | Statistiques |
| N° | Nom             | Équipe               | Date            | Score        | Adversaire         | Pts.         | Reb.         | Pas.         | Ctr.         | Int.         |
| -- | --------------- | -------------------- | --------------- | ------------ | ------------------ | ------------ | ------------ | ------------ | ------------ | ------------ |
| 1  | Nate Thurmond   | Bulls de Chicago     | 18 octobre 1974 | 120-115 (OT) | Hawks d'Atlanta    | 22           | 14           | 13           | 12           | 1            |
| 2  | Alvin Robertson | Spurs de San Antonio | 18 février 1986 | 120-114      | Suns de Phoenix    | 20           | 11           | 10           | 0            | 10           |
| 3  | Hakeem Olajuwon | Rockets de Houston   | 29 mars 1990    | 120-94       | Bucks de Milwaukee | 18           | 16           | 10           | 10           | 1            |
| 4  | David Robinson  | Spurs de San Antonio | 17 février 1994 | 115-96       | Pistons de Détroit | 34           | 10           | 10           | 10           | 2            |

Cependant, cette performance a surement déjà été réalisé à une époque précédant la reconnaissance officielle des contres et des interceptions par la NBA, soit à partir de la saison 1973-1974. Ainsi, des joueurs comme Wilt Chamberlain, Bill Russell ou Jerry West ont surement déjà réaliser des quadruple-doubles dans leur carrière mais non reconnus par la NBA. Par exemple, Wilt Chamberlain en aurait réalisé un lors du match 1 de la finale de conférence de 1967 avec Philadelphie contre Boston : 24 points, 32 rebonds, 13 passes décisives et 12 contres.

### Performances approchantes
Depuis 1973, seuls huit joueurs ont réalisé un triple-double auquel ne manquait qu'une unité statistique pour atteindre le quadruple-double :
| Nom                    | Équipe                    | Date                      | Score         | Adversaire               | Statistiques | Statistiques | Statistiques | Statistiques | Statistiques |
| Nom                    | Équipe                    | Date                      | Score         | Adversaire               | Pts.         | Reb.         | Pas.         | Ctr.         | Int.         |
| ---------------------- | ------------------------- | ------------------------- | ------------- | ------------------------ | ------------ | ------------ | ------------ | ------------ | ------------ |
| Rick Barry             | Warriors de Golden State  | 29 octobre 1974           | 130-101       | Buffalo Braves           | 30           | 10           | 11           | 1            | 9            |
| Larry Steele           | Trail Blazers de Portland | 16 novembre 1974          | 112-99        | Lakers de Los Angeles    | 12           | 11           | 9            | 0            | 10           |
| Johnny Moore           | Spurs de San Antonio      | 8 janvier 1985            | 139-94        | Warriors de Golden State | 26           | 11           | 13           | 1            | 9            |
| Larry Bird             | Celtics de Boston         | 18 février 1985           | 110-94        | Jazz de l'Utah           | 30           | 12           | 10           | 2            | 9            |
| Michael Ray Richardson | Nets du New Jersey        | 30 octobre 1985           | 147-138 (3OT) | Pacers de l'Indiana      | 38           | 11           | 11           | 0            | 9            |
| Clyde Drexler (1)      | Trail Blazers de Portland | 10 janvier 1986           | 89-95         | Bucks de Milwaukee       | 26           | 9            | 11           | 1            | 10           |
| Hakeem Olajuwon        | Rockets de Houston        | 3 mars 1990               | 129-109       | Warriors de Golden State | 29           | 18           | 9            | 11           | 5            |
| Clyde Drexler (2)      | Rockets de Houston        | 1er novembre 1996         | 96-85         | Kings de Sacramento      | 25           | 10           | 9            | 0            | 10           |
| Tim Duncan             | Spurs de San Antonio      | 15 juin 2003 (Finale NBA) | 88-77         | Nets du New Jersey       | 21           | 20           | 10           | 8*           | 0            |

*arrivé lors du match 6 en Finale NBA 2003, les 10 contres ont techniquement été réalisés mais sans 2 erreurs réalisé dans la fiche de statistiques, le premier quadruple-double en playoffs aurait été officialisé (l'un des 2 contres a été compté pour un autre joueur),.

## Autres championnats
En championnat de France, le seul quadruple-double est à mettre au crédit de l'Américain Derrick Lewis (20 points, 11 rebonds, 12 interceptions et 10 contres) au cours d'un match de Pro A avec Reims contre Lorient le 24 février 1990.